# Мехия, Натали
Натали Николь Мехия (англ. Natalie Nicole Mejia, род. 7 мая 1988 года) — американская певица и танцовщица. Известность получила выступая в группе Girlicious. 26 февраля 2011 года на официальных страницах в Facebook и Twitter появилась информация, что Натали покинула группу.

## Биография
Натали родилась в городке Уэст-Ковина, Калифорния, а выросла в Дайамонд-Баре. Впервые на телевидении появилась в 2008 году как участница реалити-шоу Pussycat Dolls Present: Girlicious, показанного на канале The CW. Натали кубинского и мексиканского происхождения. С 9 лет начала учиться танцевать, посещая Millennium Dance Complex, в котором в своё время проходила обучения Бритни Спирс.
11 мая 2013 года Мехия родила дочь Калисту Эстреллу. В 2014 году она объявила о создании вместе со своими сёстрами Джези и Телойр новой группы The Mejia Sisters. Их дебютный сингл Stray вышел в августе 2014 году.